# Antoni Jacek Zimniak

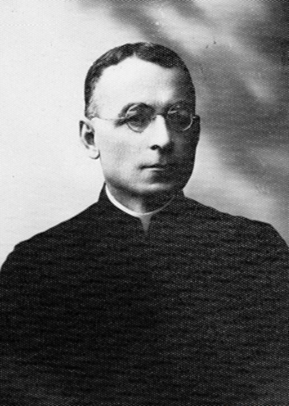
Antoni Jacek Zimniak (um 1936)

Antoni Jacek Zimniak (* 6. Januar 1878 in Niekłań Mały; † 26. Januar 1943) war ein polnischer Geistlicher.
Zimniak wurde am 24. Dezember 1905 zum Priester geweiht.
Papst Pius X. ernannte ihn am 14. August zum Weihbischof in Częstochowa und Titularbischof von Dionysiana. Am 18. Oktober 1936 weihte Teodor Kubina, Bischof von Częstochowa, ihn zum Bischof. Mitkonsekratoren waren Józef Feliks Gawlina, Militärbischof von Polen, und Franciszek Sonik, Weihbischof in Kielce.